# Підводні човни типу «Платино»
| Підводні човни типу «Платино»                                            | Підводні човни типу «Платино» | Підводні човни типу «Платино» |
| ------------------------------------------------------------------------ | --- | --- |
| Classe 600 serie Platino                                                 | | |
|                                                                          | | |
| Схематичне зображення італійського підводного човна «Аччайо» цього типу  | | |
| Верф                                                                     | Odero-Terni-Orlando, CRDA, Cantieri navali Tosi di Taranto                                                                                   | Odero-Terni-Orlando, CRDA, Cantieri navali Tosi di Taranto                                                                                   |
| Під прапором                                                             | Королівство Італія | Королівство Італія |
| Належність                                                               | Королівські військово-морські сили Італії | Королівські військово-морські сили Італії |
| Замовлення                                                               | 13 | 13 |
| Закладений                                                               | 13 | 13 |
| Спуск на воду                                                            | 13 | 13 |
| На службі                                                                | 1941–1945 | 1941–1945 |
| Загибель                                                                 | 9 | 9 |
| Бойовий досвід                                                           | Друга світова війна Битва на Середземному морі                                                                                               | Друга світова війна Битва на Середземному морі                                                                                               |
| Проєкт                                                                   | | |
| Попередній проєкт                                                        | тип «Адуа» | тип «Адуа» |
| Наступний проєкт                                                         | — | — |
| Основні характеристики                                                   | | |
| Швидкість (надводна)                                                     | 14 вузлів (25,9 км/год) | 14 вузлів (25,9 км/год) |
| Швидкість (підводна)                                                     | 7,5 вузла (13,9 км/год) | 7,5 вузла (13,9 км/год) |
| Робоча глибина занурення                                                 | 75 м | 75 м |
| Гранична глибина занурення                                               | 80 м | 80 м |
| Дальність плавання                                                       | 2300 миль (4260 км) на швидкості 10,5 вузла в надводному положенні 80 миль (148 км) на швидкості 4 вузли (7,4 км/год) у підводному положенні | 2300 миль (4260 км) на швидкості 10,5 вузла в надводному положенні 80 миль (148 км) на швидкості 4 вузли (7,4 км/год) у підводному положенні |
| Екіпаж                                                                   | 44 офіцери та матроси | 44 офіцери та матроси |
| Розміри                                                                  | | |
| Довжина найбільша (по КВЛ)                                               | 60,18 м | 60,18 м |
| Ширина корпусу найб.                                                     | 6,475 м | 6,475 м |
| Середня осадка (по КВЛ)                                                  | 4,78 м | 4,78 м |
| Водотоннажність надводна                                                 | 712 т | 712 т |
| Водотоннажність підводна                                                 | 865 т | 865 т |
| Силова установка                                                         | | |
| Дизель-електрична: 2 × дизельних двигуни Tosi 2 × електродвигуни Ansaldo | | |
| Гвинти                                                                   | 2 | 2 |
| Потужність                                                               | 1500 к. с. (дизелі) 800 к. с. (електродвигун)                                                                                                | 1500 к. с. (дизелі) 800 к. с. (електродвигун)                                                                                                |
| Озброєння                                                                | | |
| Артилерія                                                                | 1 × 100-мм корабельна гармата OTO Mod. 1924/1927/1928                                                                                        | 1 × 100-мм корабельна гармата OTO Mod. 1924/1927/1928                                                                                        |
| Торпедно- мінне озброєння                                                | 6 × 533-мм торпедних апаратів 12 торпед | 6 × 533-мм торпедних апаратів 12 торпед |
| ППО                                                                      | 1 × 20-мм автоматична зенітна гармата Scotti-Isotta-Fraschini 20/704 2 × 12,7-мм зенітних кулемети Breda Model 1931                          | 1 × 20-мм автоматична зенітна гармата Scotti-Isotta-Fraschini 20/704 2 × 12,7-мм зенітних кулемети Breda Model 1931                          |

Підводні човни типу «Платино» (італ. Classe 600 serie Platino), також підводні човни типу «Аччайо» (італ. classe 600 serie Acciaio) — серія італійських прибережних підводних човнів, остання у 600-ій серії, побудованих італійськими суднобудівельними компаніями для Regia Marina (Королівських ВМС Італії). Всього було побудовано 13 підводних човнів цього типу, які будувалися у воєнний час для заміни втрачених одиниць, вони вже були застарілими на момент початку їх будівництва, через те, що не було часу для розробки нових зразків підводних човнів і були зроблені незначні вдосконалення порівняно з попередньою серією, такі як модифікації башти, що робило їх менш помітними і було збільшено потужність дизельних двигунів з 650 до 700 к.с.
На трьох човнах, збудованих корабельнею «Тозі», були встановлені дизелі підвищеної потужності, що підвищило надводну швидкість, проте змусило відмовитися від установки кормових торпедних апаратів.

## Список підводних човнів типу «Платино»
| Човен        | Верф                                         | Закладка          | Спущений         | Введений до строю | Виведений | Статус |
| ------------ | -------------------------------------------- | ----------------- | ---------------- | ----------------- | --------- | --- |
| «Аччайо»     | Odero-Terni-Orlando, Ла-Спеція               | 21 листопада 1940 | 22 січня 1941    | 30 жовтня 1941    | 1943      | 13 липня 1943 року потоплений британським підводним човном «Анрулі» поблизу Мессінської протоки                                                                                           |
| «Алабастро»  | Cantieri Riuniti dell'Adriatico, Монфальконе | 12 березня 1941   | 18 грудня 1941   | 9 травня 1942     | 1942      | 14 вересня 1942 року потоплений британським літаком Short Sunderland поблизу Беджаї |
| «Ардженто»   | Cantieri navali Tosi di Taranto, Таранто     | 30 квітня 1941    | 22 лютого 1942   | 16 травня 1942    | 1943      | 3 серпня 1943 року потоплений американським ескадреним міноносцем «Бак» поблизу острову Пантеллерія                                                                                       |
| «Астерія»    | Cantieri Riuniti dell'Adriatico, Монфальконе | 16 жовтня 1940    | 25 червня 1941   | 8 листопада 1941  | 1943      | 17 лютого 1943 року потоплений британськими ескортними міноносцями «Істон» і «Вітленд» поблизу Беджаї                                                                                     |
| «Аворіо»     | Cantieri Riuniti dell'Adriatico, Монфальконе | 9 листопада 1940  | 6 вересня 1941   | 25 березня 1942   | 1943      | 9 лютого 1943 року потоплений канадським корветом «Регина» поблизу Беджаї |
| «Бронцо»     | Cantieri navali Tosi di Taranto, Таранто     | 2 грудня 1940     | 28 вересня 1941  | 2 січня 1942      | 1943      | 12 липня 1943 року після бою біля Сиракуз з британськими тральщиками «Сігам», «Бостон», «Пул» та «Кромарті» здався у полон; переданий до флоту Вільної Франції, де отримав назву «Нарвал» |
| «Кобальто»   | Odero-Terni-Orlando, Ла-Спеція               | 26 листопада 1940 | 20 серпня 1941   | 18 березня 1942   | 1942      | 12 серпня 1942 року потоплений у бою з британським есмінцем «Ітуріель» |
| «Гіада»      | Cantieri Riuniti dell'Adriatico, Монфальконе | 16 жовтня 1940    | 10 червня 1941   | 8 грудня 1941     | 1966      | 1 червня 1966 року списаний на брухт |
| «Граніто»    | Cantieri Riuniti dell'Adriatico, Монфальконе | 9 листопада 1940  | 7 серпня 1941    | 3 січня 1942      | 1942      | 9 листопада 1942 року потоплений британським ПЧ «Сарацин» поблизу Терразіні |
| «Нікеліо»    | Odero-Terni-Orlando, Ла-Спеція               | 1 липня 1941      | 12 квітня 1942   | 30 липня 1942     | 1960      | 7 лютого 1949 року переданий радянському ВМФ як контрибуція. Уведений до строю як З-14, пізніше як ТС-4. 1960 році списаний                                                               |
| «Платіно»    | Odero-Terni-Orlando, Ла-Спеція               | 20 листопада 1940 | 1 червня 1941    | 2 жовтня 1941     | 1946      | 18 жовтня 1946 року списаний на брухт |
| «Порфідо»    | Cantieri Riuniti dell'Adriatico, Монфальконе | 9 листопада 1940  | 23 серпня 1941   | 24 січня 1942     | 1942      | 6 грудня 1942 року потоплений британським ПЧ «Тайгріс» поблизу мису Бон |
| «Вольфраміо» | Cantieri navali Tosi di Taranto, Таранто     | 30 квітня 1941    | 9 листопада 1941 | 15 лютого 1942    | 1943      | 9 вересня 1943 року затоплений у порту Ла-Спеції; піднятий німцями, але потоплений під час авіанальоту союзної авіації в 1944 році                                                        |